# Rhembobius quadrispinus
Rhembobius quadrispinus là một loài tò vò trong họ Ichneumonidae.